# Han Jue
Han Jue (chinois: 韓厥, mort après 566 av. J.C.), connu à titre posthume sous le nom de Han Xianzi (chinois: 韓獻子, Hanyu pinyin: Hán Xiànzǐ), était le cinquième chef de la Maison de Han et un politicien et général Jin. Il était le fils de Ziyu de Han. Le père de Han Jue est décédé prématurément et il a été élevé par Zhao Dun (赵盾), un ancien ministre Jin. Han Jue devint plus tard sima (司马), le ministre de la guerre, sur la recommandation de Zhao Dun. En tant que sima, Han a participé à la bataille de Bi (597 av. J.C.) et à la bataille d'An (589 av. J.C.),. Selon le Zuo Zhuan, Ziyu est apparu à Han Jue dans un rêve la nuit avant la bataille d'An et l'a averti de ne pas monter sur le côté gauche ou droit du char pour éviter d'être tué par le duc Qing de Qi. Pendant la bataille, les soldats à gauche et à droite de Han Jue ont été abattus par des flèches. En 583 av. J.C., il a soutenu le petit-fils de Zhao Dun, Zhao Wu (赵武), à la tête de la Maison Zhao. Dans la bataille de Masui (麻隧之战, 578 av. J.C.), Han commanda l'aile gauche Jin. Au cours de la bataille de Yanling (575 av. J.C.), il a de nouveau commandé l'aile gauche Jin et a mené une manœuvre de flanc réussie contre Chu. En 573 av. J.C., il devint le zhengqing (正卿) de Jin, le plus haut bureau ministériel de la Chine ancienne. Han Jue a pris sa retraite en 566 av. J.C. en raison de la vieillesse.
Han Jue a été joué par Huang Xiaoming dans le film Sacrifice de 2010.